# Danny Granger
Danny Granger Jr. (* 20. dubna 1983, New Orleans, Louisiana) je bývalý americký profesionální basketbalista.
Před kariérou v NBA studoval na univerzitě v Novém Mexiku, kde se usadil na postu křídla. Danny Granger byl draftován v roce 2005. Kariéru zakončil v týmu NBA Miami Heat.

## Kariéra v NBA
- 2005–2014	Indiana Pacers
- 2014	Los Angeles Clippers
- 2014–2015	Miami Heat